# Rue Saint-Pierre (Montréal)
Pour les articles homonymes, voir Rue Saint-Pierre et La Rue-Saint-Pierre.
La rue Saint-Pierre est une voie de Montréal.

## Situation et accès
Cette rue du Vieux-Montréal est située dans l'arrondissement Ville-Marie de Montréal. Elle relie la 
rue de la Commune à la rue Saint-Antoine.

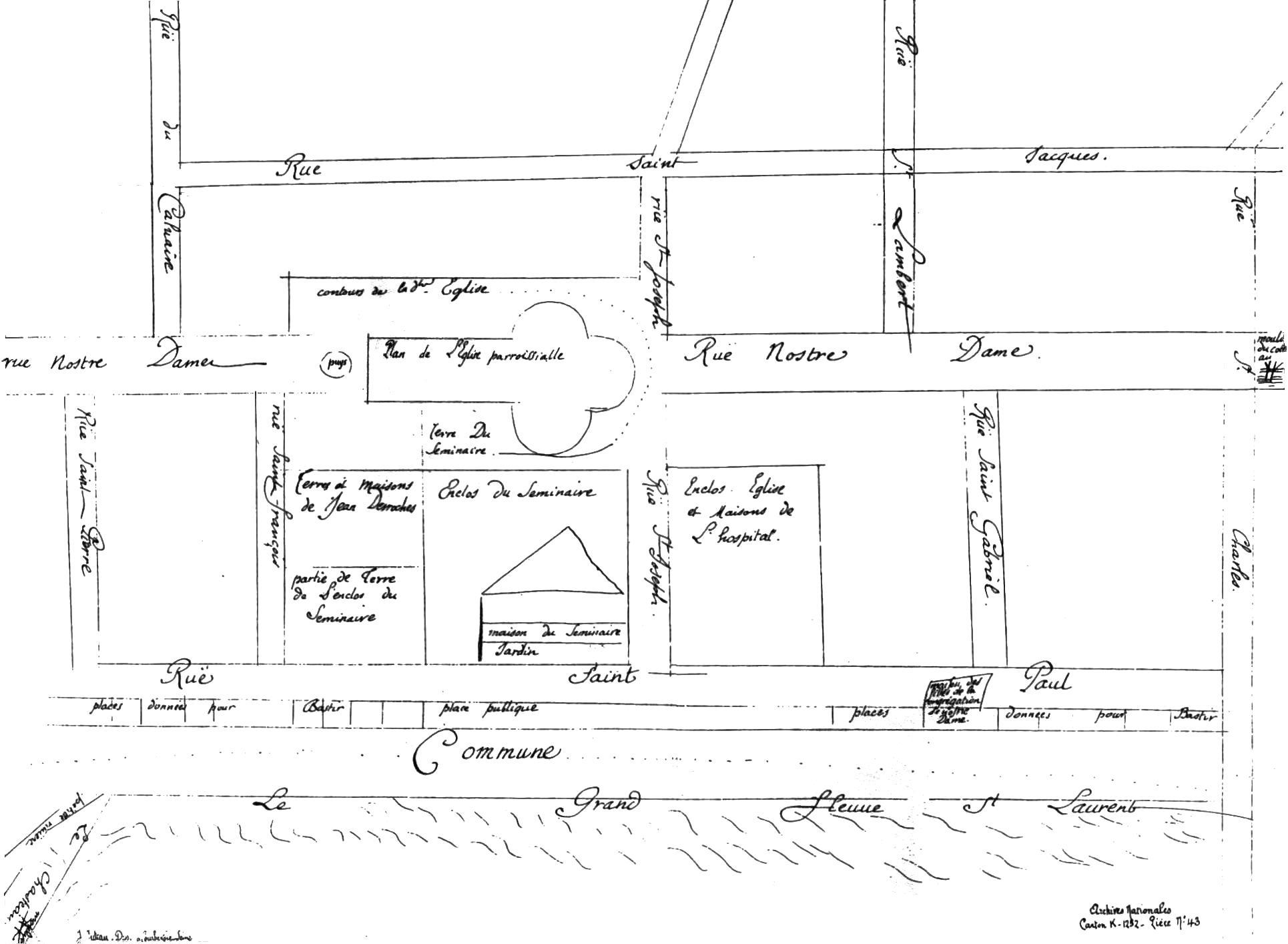
Plan de Ville-Marie de 1672

.

## Historique
La rue Saint-Pierre fait partie des premières rues de Ville-Marie. On la retrouve sur le plan dressé par François Dollier de Casson en 1672. Elle borde alors le côté ouest, entre la rue Notre-Dame et la rue Saint-Paul.

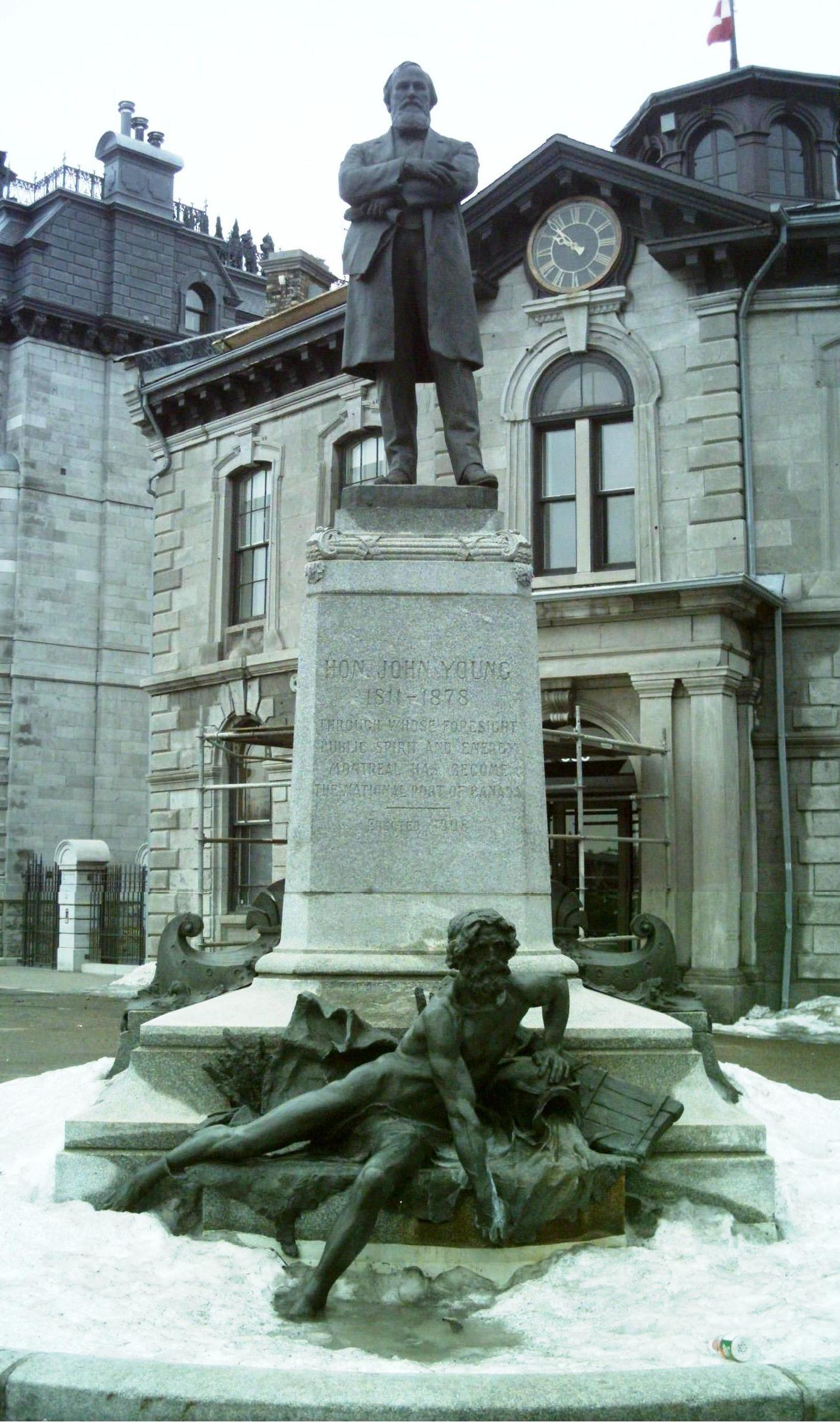
Monument à John Young

Dans les années 1870, on a allongé la rue Saint-Pierre au sud, sacrifiant au passage une partie du complexe immobilier de l'ancien hôpital général de Montréal où se trouvait une chapelle.

## Bâtiments remarquables et lieux de mémoire
Aujourd'hui, à l'intersection de la rue de la Commune, on peut y contempler un monument à la mémoire de John Young.
On aperçoit plus haut ce qui reste de l'Ancien hôpital général de Montréal. La Maison de Mère d'Youville peut être visitée (sur réservation seulement).
Devant le mur de cet hôpital, une note explique: « Le mur de pierre que l'on aperçoit provient des vestiges de la première chapelle  dont la construction fut commencée en 1695 et achevée en 1704. Ce bâtiment faisait corps avec l'ancien Hôpital général de Montréal érigé en 1693 par les Frères hospitaliers communément appelés les Frères Charron. Une ordonnance royale confia la garde de l'Hôpital général à Madame Marguerite d'Youville, le 27 août 1747. »
On indique également l'emplacement des anciens murs par un marquage dans la rue à l'aide de pavés.

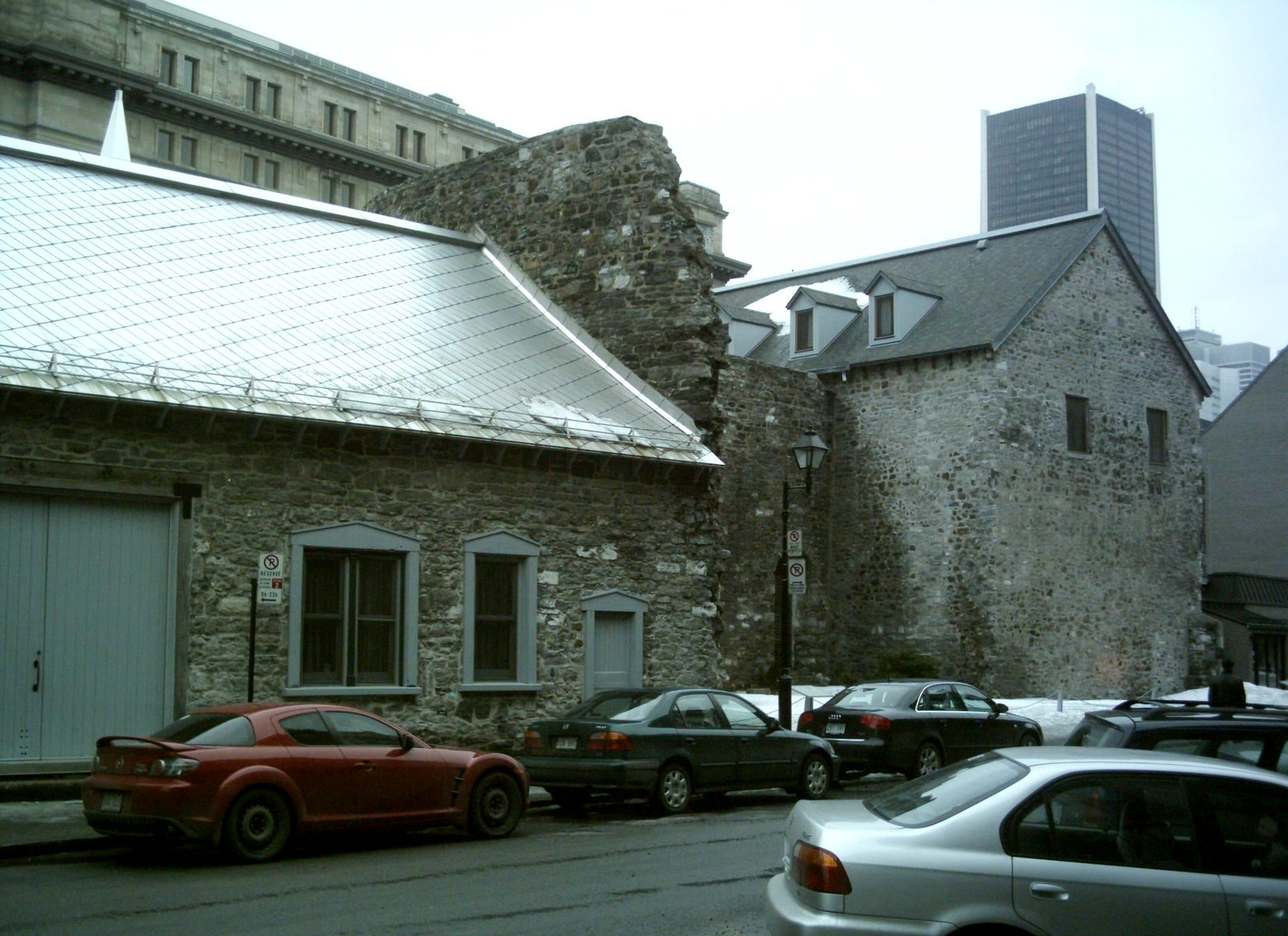
Une partie du mur d'une section de l'ancien hôpital général de Montréal
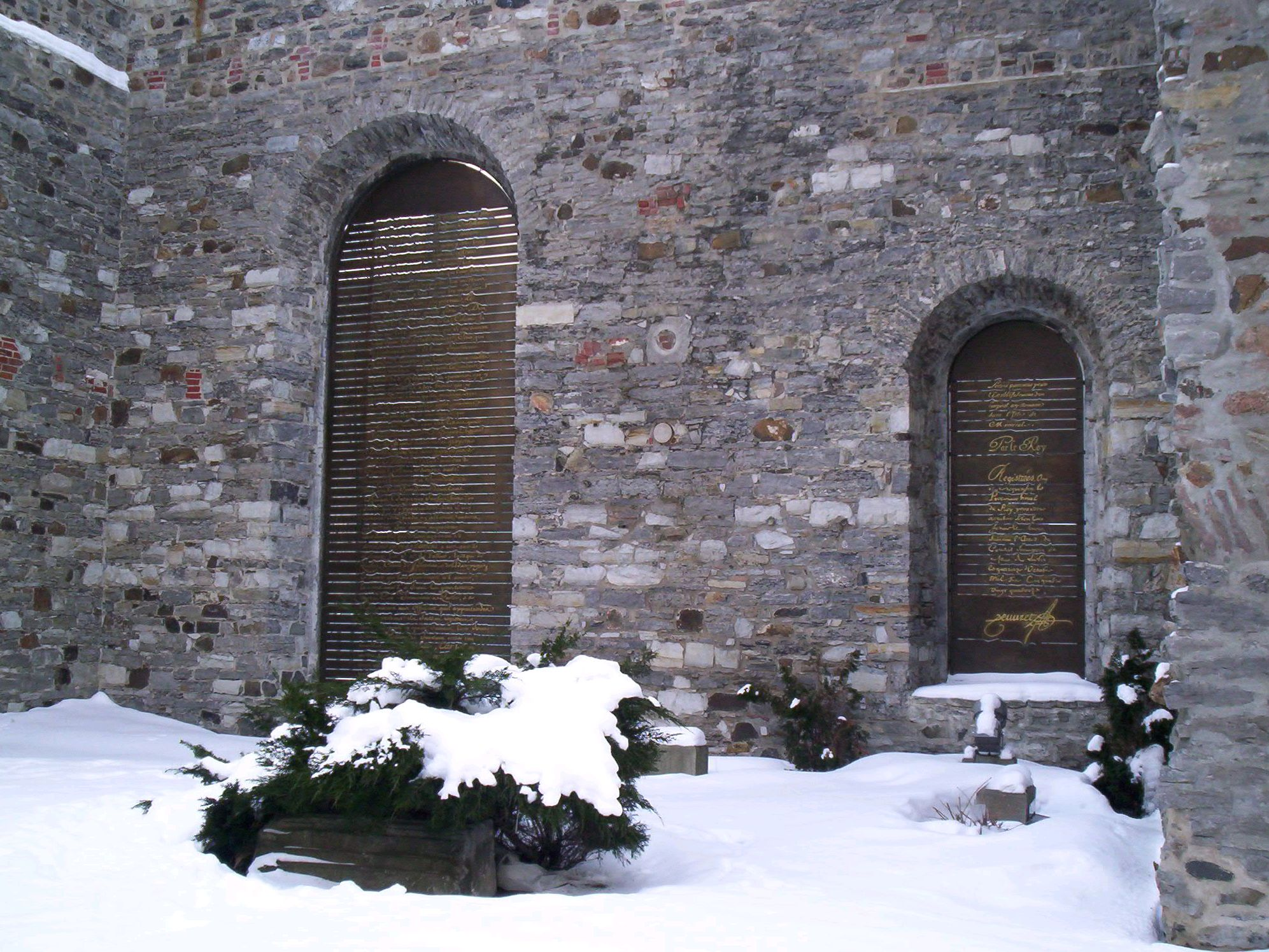
Les vestiges sont des lieux de mémoire.